# Hiran de Lima Pereira

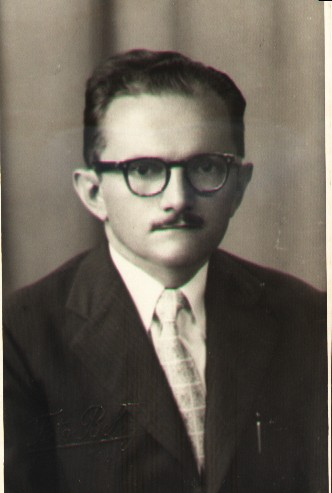
Hiran de Lima Pereira

Hiram de Lima Pereira (Caicó, Rio Grande do Norte, 3 de outubro de 1913 – São Paulo, São Paulo, janeiro de 1975), foi um jornalista, poeta, ator e deputado federal brasileiro. Dirigente do Partido Comunista Brasileiro (PCB), foi preso, torturado e assassinado durante a ditadura militar brasileira, regime instaurado em 1 de abril de 1964 e que durou até 15 de março de 1985.
Era casado com Célia Pereira, com quem teve quatro filhas, entre elas a atriz Zodja Pereira.
É um dos casos investigados pela Comissão Nacional da Verdade (CNV), que apura mortes e desaparecimentos na ditadura militar brasileira.

## Biografia
Hiram nasceu em Caicó, no sertão do Seridó, Rio Grande do Norte, filho de Hilário Amâncio Pereira e Maria Marieta de Lima Pereira.
Em 1935, foi servir o exército no Rio de Janeiro. Dois anos depois, foi preso por acaso, ignorando que seu colega de quarto fazia parte do Partido Comunista. Foi na cadeia, na Casa de Detenção do então Distrito Federal (1891–1960), que ele entrou em contato com o marxismo.
De volta à cidade natal, casou-se com a musicista e poeta Célia Pereira em 1940. Em 1944, a pedido do PCB, Hiran muda-se para Natal com a esposa e as filhas, Nadja e Sacha Lídice. Já na capital potiguar nasce a terceira filha do casal, Zodja.
Em 1946, Hiram é eleito deputado federal pelo Rio Grande do Norte e, em 1948 tem o seu mandato cassado, junto com toda a bancada do PCB.
É deslocado para Recife em 1949, passando a trabalhar como redator do jornal Folha do Povo, órgão oficial do partido. Ao mesmo tempo, desempenha a função de vogal na Junta de Conciliação e Julgamento de Recife. Ao lado de David Capistrano da Costa, Gregório Bezerra, Paulo Cavalcanti e outros líderes comunistas, engajou-se ativamente na construção da Frente do Recife, que conquistou a prefeitura em 1955 com o engenheiro Pelópidas Silveira, cujo sucessor foi Miguel Arraes, eleito prefeito da capital em 1959 e governador em 1962. Hiram também foi secretário municipal de Administração por três mandatos consecutivos, nas gestões de Miguel Arraes, de Pelópidas da Silveira e de Liberato da Costa Júnior, assumindo o cargo de 1959 a 1964.
Durante a crise da renúncia de Jânio Quadros, em agosto de 1961, foi sequestrado juntamente com outros dirigentes comunistas por agentes do IV Exército, desaparecendo por dez dias, até ser levado para a ilha de Fernando de Noronha . Após sair da prisão, retomou suas funções na prefeitura. No mesmo ano, sua filha mais nova, Hânya, nasceu.
Com o golpe militar em 1964, Hiran caiu na clandestinidade a partir do dia 1 de abril de 1964, e assim viveu em Recife até 1966, quando resolveu se transferir para a cidade do Rio de Janeiro, e posteriormente para São Paulo. Enquanto vivia de maneira clandestina, sua família sofria as consequências da onda repressiva durante o regime, sendo sua esposa, filhas e até mesmo genros detidos pelo IV Exército como reféns. Posteriormente em São Paulo, continuou exercendo missões partidárias e dirigente político e participou das ações do PCB, também atuou como jornalista, sendo um dos principais responsáveis pelo jornal A Voz Operária. Durante sua passagem por São Paulo, não pode morar junto a família, justamente para evitar que as filhas e esposa corressem perigo. Apesar de manter um contato frequente por cartas e visitas, o último contato que Hiram teve com seus familiares foi no dia 9 de janeiro de 1975, quando avisara à esposa que a situação estava séria, e que corria riscos de ser morto. Após seis dias, Célia, foi sequestrada por dois agentes que se identificaram como da Oban a serviço do DOI-CODI/SP, foi levada ao quartel e passou por uma série de entrevistas e torturas.
Foi após 1975 que Hiram desapareceu em meio à ditadura militar.
Cecília entrou com diversos mecanismos em busca ao marido. Além de procura-lo no QG do II Exército, também tentou localiza-lo no na base do I Exército e nos DOPS/SP e DOPS/RJ, em todos os lugares não haviam indícios de que o marido estivera preso. Assim, Cecilia recorreu a uma carta à Comissão da Justiça e Paz, alegando o desaparecimento do marido, as condições de saúde do mesmo e também os sequestros e ameaças sofridas por ela e suas filhas.

## Morte
Hiram foi preso no dia 15 de janeiro de 1975, como parte da operação Radar, grande ofensiva do exército iniciada em 1973 para dizimar o PCB, segundo depoimento do ex-sargento e agente do Destacamento de Operações de Informação - Centro de Operações de Defesa Interna (DOI-Codi) Marival Dias Chaves do Canto para a revista Veja, publicado em 18 de novembro de 1992. Sua esposa foi presa na mesma data e foi torturada por três dias na rua Tutóia. Cerca de um mês depois, Zodja e Sacha foram presas e interrogadas no DOI-Codi.
A informação mais concreta de seu destino está no mesmo depoimento de Marival para Veja, em que o ex-sargento cita nominalmente Hiram entre os membros do Comitê Central do PCB que teriam sido mortos e esquartejados pelo DOI-Codi e jogados na represa de Avaré, interior de São Paulo. 
Através de processo baseado no depoimento de Marival Chaves, em 1994 a União foi condenada a pagar 2 milhões de reais para a família de Hiram. Foi dado como morto apenas em 1995, através da lei L9.140, que reconheceu como mortas pessoas desaparecidas em razão de participação, ou acusação de participação, em atividades políticas, no período de 2 de setembro de 1961 a 15 de agosto de 1979.

## Teatro
Hiram e a mulher, Célia, dedicaram-se às artes e, em particular, ao teatro. Em Natal, participaram da fundação do Teatro do Estudante do Rio Grande no Norte.
Ele também participou como ator da peça "A Pena e a Lei", de autoria de Ariano Suassuna e direção de Hermilo Borba Filho, cuja estreia foi no Teatro Popular do Nordeste (TPN). A peça apresenta uma critica concisa de como o Brasil se transformou de acordo com suas instituições, que passaram a privilegiar as elites e a marginalizar os pobres.Explorando como a justiça é falha no país, com elementos cômicos que abordam o drama real. É considerada uma das obras mais famosas do autor. Em sua versão literária, foi elaborada nos moldes tradicionais nordestinos de cordel.
Todas as filhas foram influenciadas pelo envolvimento artístico dos pais a sua maneira: Nadja é professora de piano, Sacha Lídice dedica-se à música na aposentadoria, Zodja seguiu carreira de atriz e hoje possui uma empresa de dublagem e Hânya foi atriz-mirim, mas abraçou o Direito como profissão. Além das filhas, o neto de Hiram, Hermes Barolli, filho de Zodja, também seguiu o ramo artístico na atuação e na dublagem, chegando a fundar um estúdio com sua mãe.

## Filmografia
Lua Nova no Penar (Brasil). Direção: Leila Jinkings e Sidnei Pires.